# Jean Hyppolite
Jean Hyppolite (franska: /ipɔ'lit/), född 8 januari 1907 i Jonzac i Charente-Maritime, Frankrike, död 26 oktober 1968 i Paris, var en fransk filosof. Han är känd för sina arbeten om Friedrich Hegel och har bland annat haft inflytande över Michel Foucault och Jacques Lacan. Hyppolite verkade som lärare vid Sorbonne, École normale supérieure (ENS) och Collège de France.

## Biografi
Jean Hyppolite studerade vid École normale supérieure samtidigt med Jean-Paul Sartre och Raymond Aron. Han studerade Hegel för Alexandre Kojève vid École des hautes études en sciences sociales.
Jean Hyppolite är känd för sitt arbete om Hegel. Han var den förste som översatte Andens fenomenologi till franska och utgav i samband med detta en omfattande kommentar till detta arbete, Genèse et structure de la Phénoménologie de l'esprit (1946). Senare blev han Michel Foucaults professor. Hyppolite var därefter verksam vid Collège de France där Foucault skulle efterträda honom.